# 宗泉院
宗泉院（そうせんいん）は、山梨県韮崎市にある曹洞宗の寺院。

## 歴史
創建年代は不明であるが、智達によって開山された。当初は法相宗の寺院であったが、後に真言宗に、1504年（永正元年）に曹洞宗に転宗した。
戦国時代、当地は武田信玄の家臣である山本勘助の領地であった。川中島の戦いで勘助が戦死すると、領民有志による供養塔が建てられており、現在も残っている。

## 文化財
- 雲版（山梨県指定有形文化財 昭和39年11月19日指定）[3]

## 交通アクセス
- 須玉ICより車18分。